# Thứ Năm
Thứ Năm là một ngày trong tuần nằm giữa thứ Tư và thứ Sáu. Thứ Năm trong một số tiếng phương Tây được lấy tên từ Sao Mộc.
Tiếng Việt chịu ảnh hưởng từ tiếng Bồ Đào Nha vốn gọi ngày này trong tuần là quinta-feira, nghĩa là "ngày lễ thứ năm". Một số ngôn ngữ khác như tiếng Ả Rập, tiếng Hy Lạp, tiếng Do Thái, tiếng Thổ Nhĩ Kỳ cũng gọi ngày trong tuần theo thứ tự đó.
Trong Tiếng Trung, ngày này được gọi là Tinh kỳ tứ (chữ hán: 星期四) nghĩa là kỳ sao thứ tư. Trong tiếng Nhật và tiếng Hàn, ngày này được gọi là Mộc Diệu Nhật (Kanji/Hanja: 木曜日, Kana: もくようび - moku yōbi, Hangeul: 목요일 - mok yo il), nghĩa là "ngày Mộc Diệu" hay "ngày Sao Mộc".
Theo một số quy ước (xem ISO 8601), các ngày thứ Năm dùng để đánh số tuần: tuần 1 là tuần được định nghĩa là tuần có thứ Năm đầu tiên trong năm và cứ thế tính tiếp.